# Club Mutual Crucero del Norte
Club Mutual Crucero del Norte é um clube de futebol argentino sediado na cidade de Garupá. Atualmente disputa o Torneo Federal A (Terceira Divisão).

## História
O clube foi fundado em 28 de junho de 2003 por funcionários da empresa de ônibus que dá nome à agremiação.
Fez sua estreia no futebol disputando torneios regionais até 2005, quando ascendeu ao Torneio Argentino B, permanecendo até 2009. Deste ano até 2011, o Crucero del Norte competiu no Torneo Argentino A, onde em 2012 conquistou pela primeira vez o acesso para a Primera B Nacional (Segunda Divisão nacional) após vencer o Guillermo Brown na segunda partida dos play-off's.

## Uniforme
- Uniforme titular: Camisa amarela com gola branca e detalhes quadriculados em vermelho, calção amarelo e meias amarelas;
- Uniforme reserva: Camisa azul com gola branca e detalhes quadriculados em amarelo, calção azul e meias azuis.

## Links
- Site oficial do Crucero del Norte (em castelhano)